# Ofen (Bad Zwischenahn)
Ofen ist ein Ortsteil der Gemeinde Bad Zwischenahn in Niedersachsen. Der kleine Ort liegt an der westlichen Stadtgrenze von Oldenburg.

## Geschichte
Ofen war ursprünglich eine Bauerschaft der Landgemeinde Oldenburg und gehörte damit zur Hausvogtei der Grafen von Oldenburg. 1897 erfolgte die Aufteilung der Landgemeinde in die selbstständigen Gemeinden Eversten und Ohmstede, und Ofen wurde Teil der Gemeinde Eversten.
1924 wurde Eversten erneut aufgeteilt und der östliche Teil der Gemeinde wurde in die Stadt Oldenburg eingemeindet. Der weiter westlich liegende ländlich geprägte Teil, bestehend aus Ofen, Bloh, Friedrichsfehn, Heidkamp, Metjendorf, Ofenerfeld, Petersfehn und Wehnen wurde zur selbstständigen Gemeinde Ofen innerhalb des Amtes Oldenburg.
Die neugegründete kleine Landgemeinde Ofen litt unter Finanzschwäche, zumal auch die wirtschaftlichen Rahmenbedingungen der frühen 1920er ungünstig waren. Daher wurde mit dem Ziel der Verbilligung und Vereinfachung von Verwaltungsstrukturen seitens der oldenburgischen Landesregierung eine Verwaltungsreform ausgearbeitet, in deren Zuge die politische Gemeinde am 15. Mai 1933 wieder aufgelöst wurde. Ofen selbst sowie Bloh, Petersfehn und Wehnen wurden der Gemeinde Bad Zwischenahn angegliedert, während Metjendorf, Heidkamp und Ofenerfeld der Gemeinde Wiefelstede zugeschlagen wurden. Friedrichsfehn wurde nach Edewecht eingemeindet. 1948 versuchte Ofen sich wieder zu verselbstständigen. Dies gelang jedoch nicht, so dass Ofen als Bauerschaft in der Gemeinde Bad Zwischenahn verblieb.
Das althochdeutsche Wort ouwa bedeutete so viel wie Aue oder Wiese. Von ihm leitet sich die heutige Bezeichnung Ofen für die Bauerschaft ab, die im Laufe der Jahrhunderte einige andere Schreibweisen durchlaufen hat:
- 1379 Oven (erstmals urkundlich erwähnt)
- 1428 Ouven
- 1643 Offen

## Evangelische Kirchengemeinde Ofen

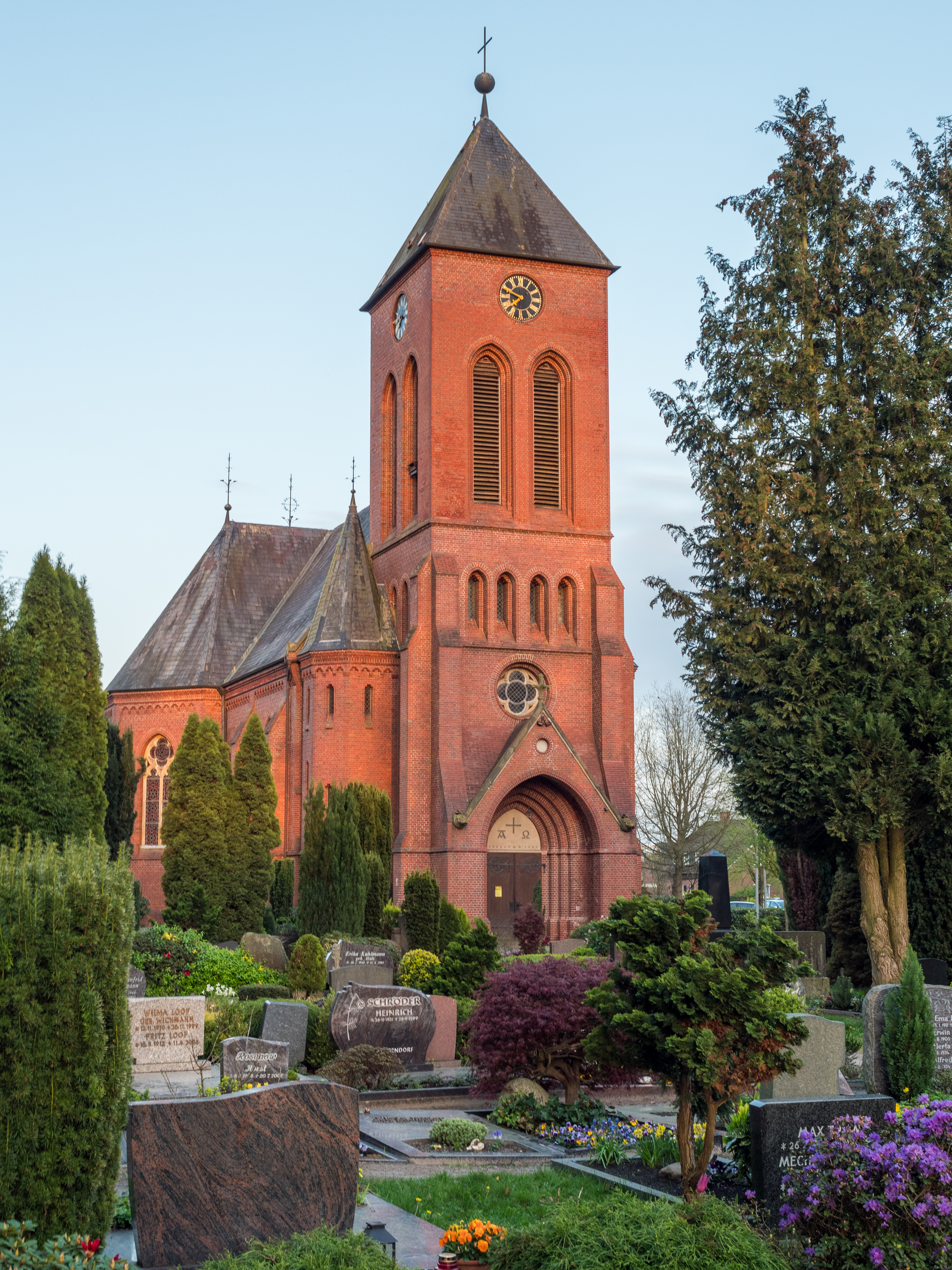
Evangelische Kirche Ofen

Die evangelisch-lutherische Kirchengemeinde Ofen wurde am 1. Mai 1901 im Zuge der Aufteilung der politischen Landgemeinde Oldenburg gegründet. Der Kirchenvorstand der damaligen Kirchengemeinde Oldenburg, die sowohl die Stadt als auch die Landgemeinde umfasste, beschloss am 7. Dezember 1897 die Aufteilung in die vier unabhängigen Kirchengemeinden Oldenburg, Ohmstede, Eversten und Ofen, wobei der Gemeinde Ofen der nördliche Teil der politischen Gemeinde Eversten mit den Ortschaften Bloh, Metjendorf, Ofen, Ofenerfeld, Petersfehn und Wechloy zugewiesen wurde und der Kirchengemeinde Eversten der südliche Teil der politischen Gemeinde.
Die Grundsteinlegung der Ofener Kirche erfolgte am 11. Juli 1899, also bereits vor der offiziellen Gründung der Kirchengemeinde Ofen selbst. Die Einweihung folgte am 17. Mai 1901. Die Kirche wurde im neugotischen Stil neben dem bereits 1847 eröffneten Friedhof errichtet. Der ungewöhnlich anmutende, „gekappte“ Kirchturm entstand erst in den 1930er Jahren, da die ursprünglich vorhandene Kirchturmspitze die Einflugschneise des nahen Fliegerhorstes gefährdete und er daher abgetragen wurde. Das Gemeindezentrum in Metjendorf wurde am 3. Dezember 1976 eingeweiht. Gottesdienste fanden dort allerdings erst zehn Jahre später statt, der Glockenturm wurde 1991 errichtet.
Von der Auflösung der politischen Gemeinde Ofen 1933 blieb die Kirchengemeinde unberührt. Sie besteht bis heute und ist seit ihrer Gründung Teil des Kirchenkreises Oldenburg, obwohl sie sich auf ammerländer Gebiet befindet. Die einzige Änderung wurde zum 1. Januar 1970 wirksam, als Petersfehn auf Beschluss der Landessynode der Oldenburgischen Evangelischen Landeskirche im Mai 1969 aus der Gemeinde Ofen herausgelöst und mit Friedrichsfehn und Kleefeld zur neuen Kirchengemeinde Friedrichsfehn/Petersfehn zusammengefasst wurde.

## Infrastruktur

### Bus
Ofen wird durch je eine Stadt-, Regional- und Nachtbuslinie an den ÖPNV angebunden. Die Stadtbuslinie 310 endet an der Ofener Dürerstraße, die Regionalbuslinie fährt über Bad Zwischenahn hinaus nach Westerstede.

### Autobahn
Ofen ist über die Autobahnabfahrt Oldenburg-Wechloy der A 28 zu erreichen. Der Ort hat keine direkte Verbindung an das Fernstraßennetz.

## Kultur

### Sport
Ofen hat zwei Sporthallen und einen Sportverein. Der TuS Ofen von 1949 hat 1999 sein 50. Jubiläum gefeiert. Seit 1992 wird jedes Jahr am 3. Oktober der Herbstlauf veranstaltet. An diesem Volks- und Straßenlauf nehmen bis zu 1500 Läufer auf unterschiedlichen Strecken teil. 
Seit 2011 hat Ofen außerdem eine von der ehemaligen Olympionikin Dagmar Kersten betriebene Budo-Sportstätte, das Lohan-Dojo, eine Schule für Kampf- und Bewegungskunst.

### Grundschule Ofen

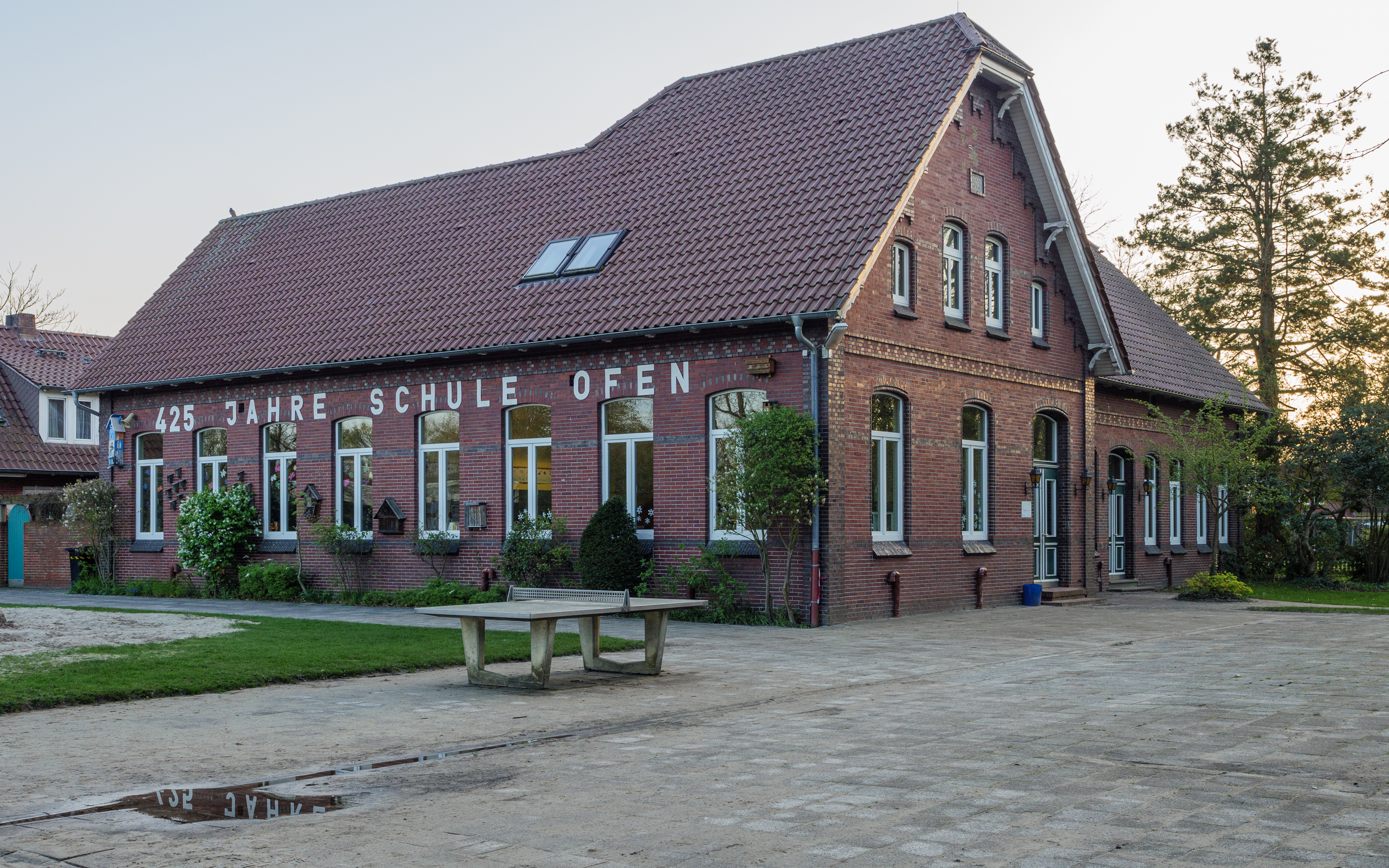
Schule Ofen, Gebäude von 1903

Die als volle Halbtagsgrundschule geführte Schule im Ortsteil Ofen wurde bereits am 3. Dezember 1593 gegründet. Das Gründungsprotokoll der ältesten Schule der Gemeinde ist erhalten geblieben. Der erste Bau dieser Schule entstand auf dem gegenüber liegenden Grundstück der heutigen Schule.
Mit einem festen Schulbau war Ofen den anderen Ortschaften gegenüber im Vorteil, die hauptsächlich zu dieser Zeit mit Cirkularschulen vorliebnehmen mussten. Cirkularschulen wurden meist in einem Raum eines größeren Bauernhauses untergebracht und wechselten von Jahr zu Jahr ihren Ort.
Am 25. Oktober 1807 wurde der Grundstein zum Neubau der Schule gelegt. Trotz Umbau in 1842 galt die Schule im Jahr 1883 bereits wieder als „verfallen“. Der am 25. Februar 1902 beschlossene Neubau der Schule wurde als zweiklassige Schule mit Lehrerwohnung auf der anderen Straßenseite der Straße „An der Alten Dorfstraße“ realisiert. Das alte Schulgebäude wurde verkauft und 1913 zu einer Dorfschmiede umgebaut.
Nicht lange nach dem Bestehen der Schule wurde 1908 der Bau eines Blitzableiters umgesetzt, nachdem die Tochter des damaligen Schulleiters Schmidt am Eingang der Schule tödlich von einem Blitz getroffen wurde.
Der Zweiklassen-Unterricht erfolgte bis gegen Ende des Zweiten Weltkrieges in ausreichend groß bemessenen Unterrichtsräumen. Nach der Besetzung durch kanadische Panzersoldaten wurde der Schulunterricht unterbrochen, da die Soldaten in den Unterrichtsräumen und in der Lehrerwohnung ihr Quartier bezogen. Nach der Wiederaufnahme des Unterrichtes am 24. Juni 1945 hatte die Schule erhebliche Raumprobleme aufgrund des Schülerzuwachses durch Heimatvertriebene. Bevor 1948 eine zweiräumige Baracke neben der Schule gebaut wurde, musste man 1946 noch einen Raum in der benachbarten Gaststätte mieten, um die damals 187 Jungen und Mädchen unterrichten zu können.
Einen weiteren wesentlichen Zuwachs an Schülern erlebte die Volksschule Ofen am 1. April 1953, als das im heutigen Ortsteil Westerholtsfelde gelegene sogenannte Lettenlager aufgelöst wurde und die dort unterrichteten Flüchtlinge, vorwiegend aus Lettland und Litauen, zukünftig in Ofen die Schule besuchten.
Nachdem am 17. Mai 1955 die Schulbaracke durch einen Sturm völlig zerstört wurde, erfolgte 1957 die Erweiterung der Schule. Diese Erweiterung endete 1971 mit dem Bau der Turnhalle.
Die Umwandlung der Volksschule Ofen in eine Grundschule erfolgte 1975. Die Klassen 1–4 wurden weiterhin in Ofen unterrichtet, die Klassen 5–13 besuchten zukünftig die Schulen in Oldenburg, Bad Zwischenahn und Rostrup.

### Dorfgemeinschaftshaus
Im Jahr 2014 wurde an der Alten Dorfstraße die Begegnungsstätte „Friedrich-Hempen-Haus“ errichtet. Der Saal fasst gut 100 Personen.

## Persönlichkeiten
- Eva Högl, Mitglied des Deutschen Bundestages, in Ofen aufgewachsen[7]
- Dagmar Kersten, Vize-Olympiasiegerin im Kunstturnen und 2. Karate-Dan